# Fertőrákos

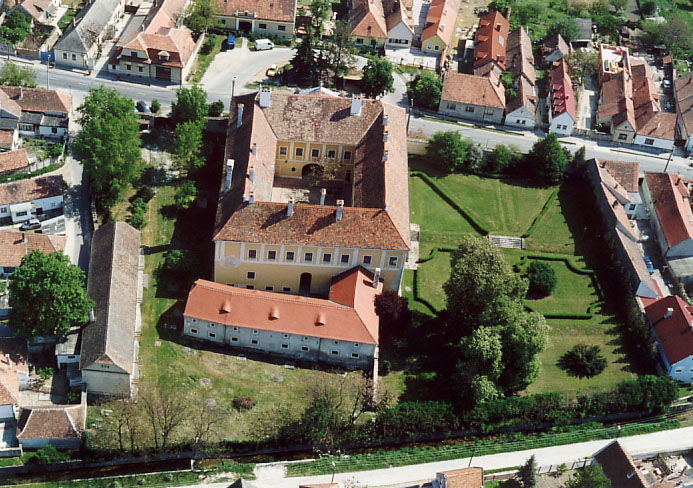
Pałac w Fertőrákos – widok z lotu ptaka

Fertőrákos (niem. Kroisbach) – wieś i gmina w północno-zachodniej części Węgier.

## Położenie
Leży około 10 km od miejscowości Sopron, pośrodku Narodowego Parku Austriacko-Węgierskiego Jeziora Nezyderskiego. Jest to miejscowość turystyczna położona w pobliżu Jeziora Nezyderskiego, na granicy Austrii i Węgier.

## Podział administracyjny
Administracyjnie należy do powiatu Sopron-Fertőd, wchodzącego w skład komitatu Győr-Moson-Sopron.

## Historia
Miejscowość po raz pierwszy odnotowana została w roku 1199 pod nazwą Racus. W roku 1457 po raz pierwszy zanotowano pod niemiecką nazwą, jako Kroisbach.